# Bartosz Makowicz
Bartosz Makowicz (* 1981 in Złotów) ist ein Rechtswissenschaftler und Universitätsprofessor an der Europa-Universität Viadrina in Frankfurt (Oder).

## Leben
Bartosz Makowicz schloss seine Schulbildung im Jahre 2000 im westpolnischen Żary ab, woraufhin er ein Studium der Rechtswissenschaften in Münster aufnahm. Dieses Studium beendete er – lediglich unterbrochen durch einen Studienaufenthalt in Paris an der Universität Panthéon-Assas – im Jahre 2005 mit dem Erwerb des Ersten Juristischen Staatsexamens. Nach seinem ersten Examen arbeitete er am Münsteraner Institut für Steuerrecht unter Hans-Michael Wolffgang zunächst als wissenschaftlicher Mitarbeiter, anschließend als akademischer Rat. 2008 promovierte er zu einem europarechtlichen Thema zum Dr. jur. Nach seinem Referendariat am Landgericht Münster legte er 2010 sein Zweites Staatsexamen ab.
Im Jahre 2010 folgte Makowicz dem Ruf auf den Lehrstuhl für Polnisches Öffentliches Recht, einschließlich Wirtschafts- und Europarecht an der Europa-Universität Viadrina in Frankfurt (Oder) und wurde zu einem der jüngsten Professoren einer deutschen juristischen Fakultät. 2014 gründete Makowicz dort das interdisziplinär ausgerichtete Viadrina Compliance Center, an dem Projekte rund um Compliance Management und Integrität erfolgreich durchgeführt werden. Im Jahre 2015 übernahm Makowicz an die Viadrina das von Rolf Stober gegründete Forschungsinstitut für Unternehmenssicherheit und Sicherheitswirtschaft (FORSI) und gliederte dieses in das Viadrina Compliance Center ein.
Seit 2015 ist Makowicz an der globalen Normungsarbeit der International Organizations for Standardization tätig. Er sitzt dem am Deutschen Institut für Normung eingerichteten Normungsausschuss „Compliance Management und Governance“ vor, der mit der Spiegelung der ISO-Normen 19600 Compliance Management Systems sowie ISO 37001 Anti-Bribery Management Systems betraut ist und leitet die deutsche Delegation bei den ISO-Sitzungen. Derzeit spiegelt der Ausschuss die Erarbeitung von ISO-Normen für Governance und Whistleblowing.
Makowicz ist Mitglied im Deutschen Hochschulverband, im wissenschaftlichen Beirat des Deutschen Instituts für Compliance (DICO) e.V. und weiteren Vereinigungen. Er ist Senior Research Fellow am German-Southeast Asian Center of Excellence for Public Policy and Good Governance an der Thammasat University in Bangkok.
Seit 2010 hielt Makowicz über 100 Fach- und Gastvorträge zu diversen Compliance-Themen bei internationalen Tagungen, Kongressen sowie an Universitäten im In- und Ausland, darunter in Bangkok, Berlin, Sao Paulo, Kuala Lumpur, Dubai, Porto Alegre, Moskau, Warschau, Quebec, Madrid, Paris, London u. v. m.

## Wissenschaftliche Schwerpunkte
Neben dem öffentlichen Wirtschaftsrecht und Verfassungsrecht befasst sich Makowicz schwerpunktmäßig mit der interdisziplinären Compliance-Forschung. Er gehört zu den Gründern der Compliance als ein interdisziplinäres Forschungsfeld. In seinen Werken verfolgt Makowicz den werteorientierten Ansatz, bei dem er die Menschen, ihre Werte und Kultur sowie Kommunikation in den Mittelpunkt der Compliance Management Systeme stellt.

## Sonstige Tätigkeit
- Schriftleiter des Fachmagazins COMPLY., herausgegeben vom Bundesanzeiger Verlag und Compliance Academy
- Obmann im Arbeitsausschuss Compliance am Deutschen Institut für Normung e.V.
- Experte für Compliance bei der International Organization for Standardization (ISO)
- Senior Research Fellow am CPG Thammasat University Bangkok, Thailand
- Mitglied im Beirat von Transparency International Deutschland
- Mitglied im wissenschaftlichen Beirat von DICO - Deutsches Institut für Compliance
- Veranstalter von nationalen und internationalen Tagungen und Kongressen: Viadrina Compliance Congress, Cologne Compliance Panel, Sicherheitswirtschaftstag, Asian Anti-Corruption and Compliance Summit, Deutsch-Polnisches Forum Compliance, Roundtable Compliance, SoCompliance

## Werke (Auswahl)
- Bartosz Makowicz: Global Ethics, Compliance and Integrity - Yearbook 2018. Fachmedien Recht und Wirtschaft, Frankfurt 2018, ISBN 978-3-8005-0009-3
- Bartosz Makowicz, Compliance Management. Reguvis Bundesanzeiger Verlag, Köln 2018, ISBN 978-3-8462-0945-5
- Bartosz Makowicz: Globale Compliance Management Standards. 1. Auflage. C.H. Beck, München 2018, ISBN 978-3-406-68096-0.
- Bartosz Makowicz,Untersuchungen des Europäischen Amtes für Betrugsbekämpfung in Polen. Verlag der Universität Münster, Münster 2008. (Dissertation)
- Bartosz Makowicz (Hrsg.): Praxishandbuch Compliance Management. 17. Auflage. Bundesanzeiger Verlag, Köln 2019.
- Hans-Michael Wolffgang & Bartosz Makowicz: Übungen zum öffentlichen Recht und Europarecht. 3. Auflage. NWB Verlag, Herne 2010, ISBN 978-3-482-60491-1.
- Bartosz Makowicz: Grundsätze und praktische Hinweise zur Einführung eines wertebasierten CMS. Bundesanzeiger Verlag, Köln 2017, ISBN 978-3-8462-0945-5.
- Bartosz Jagura, Bartosz Makowicz: Systemy zarządzania zgodnością compliance w praktyce. 1. Auflage. Wydawnictwo Wolters Kluwer Polska, 2019, ISBN 978-83-8160-937-1, S. 508.